# 頑童歷險記
《頑童歷險記》（英語：Adventures of Huckleberry Finn），又譯為《哈克歷險記》、《頑童流浪記》，是一部美國著名作家馬克·吐溫的兒童文學作品，為美國文學史上相當重要的作品。

## 故事概要

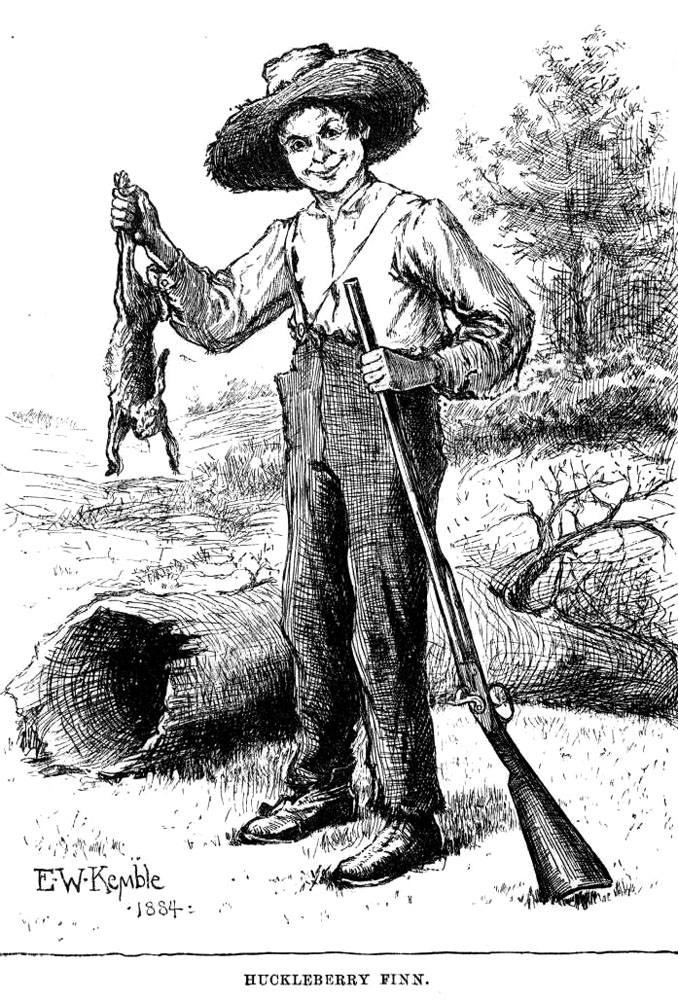
哈克贝利·费恩，1884年原版插图。

小说开始于虚构的密苏里州圣彼得堡（原型为密苏里州汉尼拔镇），濒临密西西比河，时间约为1835年到1845年（当第一艘蒸汽机船下河时）。哈克贝利·费恩和他的好友汤姆·索亚在较早的冒险中獲得印地安喬藏在山洞裡的一筆財物（记录在《湯姆·索亚歷險記》中）。而在這篇故事裡，哈克則用第一人稱的方式，敘述之後發生的事。一開始他被安置、生活在寡妇道格拉斯和严厉的華珊小姐的教導之下——教他過「文明」生活。但哈克受不了每天必須穿著整齊乾淨的衣服、依照禮儀用餐以及上教堂聽冗長的佈道。這一切讓他非常不自在。汤姆则在一天晚上帮助哈克躲过华岑小姐的黑奴吉姆的视线，加入了汤姆的孩子帮。孩子帮自称「大盗」。当帮派生活也让哈克厌烦的时候，這時他那嗜酒成性的爸爸前來找他，威脅他交出那筆錢。知道爸爸只会将钱用在喝酒上，哈克成功地藏匿了自己的宝藏；然而，爸爸依然带走了哈克，离开了镇子。
哈克被爸爸強行擄去，在伊利诺伊州的河畔森林里的一間破爛木屋裡一同生活。父親經常在發酒瘋時毒打他，後來哈克終於受不了，使出詐死之計離開父親。他停留在密西西比河杰克逊岛上，休闲度日。哈克遇见了華珊小姐的黑奴吉姆。吉姆偷听了華珊小姐打算把他卖到「河的下游」去（可能是更加凶残的奴隶主），就偷跑了出来。吉姆计划到伊利诺伊州的开罗镇，该地区是反對蓄養黑奴的自由州，这样他可以在日后花钱把他的家人赎出来。起初，哈克对此倍感纠结，但俩人在迷信问题上有了共同语言，便产生了感情。哈克与吉姆成为了好友，后者则成为了他的监护人。河水上涨泛滥，房子被水冲了起来，俩人登上了木筏。哈克和吉姆进入房子，希望找到什么东西，可是吉姆却发现了一具赤裸的男性尸体，背后中枪。吉姆遂即遮住了哈克的眼睛。
为了获得镇上新闻，哈克乔装成了小姑娘，进入了朱迪思·洛夫特斯的家中，后者则是新搬来的人。哈克得知人们认为自己被谋杀了，爸爸和吉姆成了嫌犯。人们因吉姆逃跑而贴出了悬赏告示，并派人出去追踪。洛夫特斯夫人感到十分怀疑，认为哈克不是女孩，并在一系列测试后将其证明。虽然哈克的伪装被揭穿，但是洛夫特斯夫人依然让他安然离开，没有意识到他就是那个“被谋杀”了的孩子。哈克回头告诉吉姆这些新闻，以及搜寻队会在当晚前往杰克逊岛的事情，俩人急匆匆地登上木筏离开。
旅途中，哈克和吉姆遇见了一艘搁浅的蒸汽机船。搜索一番后，他们听到了两个贼人讨论如何谋杀第三人，于是在他们发现之前逃离出去。之后，他们被大雾阻断，导致吉姆十分焦急。当他们再次相遇时，哈克糊弄吉姆，使他认为这一切都是在做梦而已。吉姆没有被骗多久，但感到十分痛心。哈克对此感到羞愧，向吉姆道歉，但在内心中又因自己向黑人低头而倍感纠结。
哈克和吉姆的木筏撞上了蒸汽机船，断成了两半。哈克被肯塔基州的格蘭傑福德家人救起。格蘭傑福德是个贵族家庭。巴克·格蘭傑福德是个与哈克年龄相仿的男孩，俩人成为了朋友。哈克从中得知格蘭傑福德家与謝弗逊家有长达30年的血腥世仇。奇怪的是，两家都去同一所教堂，在其中和平祷告。虽然教堂天天布道，要彼此像兄弟般友爱，但两家都带着火器。当巴克的大姐姐蘇菲亞与謝弗逊家的一员私奔后，世仇被激化。结果是格蘭傑福德这边的所有男性全部被枪杀。哈克目睹了巴克的惨死，但拒绝加以描述。当哈克与吉姆再次相会时，他倍感解脱，后者则修好了木筏。
隨後，哈克和吉姆遇到了兩名自稱是法國國王路易十六的儲君（自稱國王）和畢爾治華特公爵的老騙子，硬是強迫哈克服侍他們，並在一路上所經的村鎮中行騙。在一個小鎮，兩個騙子先在船上打聽了一些消息，上岸後便冒充最近去世的彼得·衛克斯的兄弟，以竊取他的遺產。哈克良心過意不去，向彼得·衛克斯的女兒瑪莉珍透露真相，並幫她奪回遺產，隨後真正的衛克斯兄弟趕到，兩個騙子受到懲罰。哈克發誓要釋放吉姆，儘管他相信他會因此下地獄。
然而吉姆卻早已被「國王」出賣了。一路打聽吉姆下落的哈克來到名為莎莉的婦人家，得知這位莎莉便是湯姆的波莉阿姨的親姊妹，同時得知吉姆被村民們囚禁起來了，這時碰巧湯姆來到莎莉阿姨家作客，哈克和湯姆因為某種誤會，索性將錯就錯，各自喬裝成湯姆和湯姆的弟弟席德以哄騙莎莉阿姨。另一方面在湯姆的精心策劃下，開始了一連串「拯救」吉姆的行動，兩人想出許多花招，刻意將簡單的救援行動複雜化，一切都是為了滿足湯姆與生俱來的冒險天性。最後吉姆被成功「救」出來，並得到了真正的自由。而吉姆也告訴哈克，之前二人遇到漂在水中的小木屋中男性屍體，其實是哈克的爸爸，哈克也不必擔心寶藏會被搶走了。

## 主题
《頑童歷險記》探究了种族和身份问题。就吉姆而言，这个角色明显复杂。有的学者指出，吉姆心地善良、道德高尚、不太聪明，另一些学者则批评小说持种族主义立场，使用了大量“黑鬼”，并富有成见地调侃了吉姆的迷信和无知。
哈克不但在旅途中面对诸多挑战，而且必须与十九世纪的社会氛围打交道，后者迫使他带着有色眼镜看吉姆。在整个故事中，哈克都在与自己所习得的社会价值观做道义上的挣扎，以至于他无法在意识上批驳这些观点；哈克根据自己与吉姆的友谊和人道做出道德判断，而这些与他所习得的观点截然相反。马克·吐温在自己的演讲中提出“比起训练不良的意识来说，一个健全的心智是更优秀的向导”，并称小说是“...我的作品，健全的心智和扭曲的意识上相互碰撞，意识被打败了”。

## 小说出版对文学界的影响

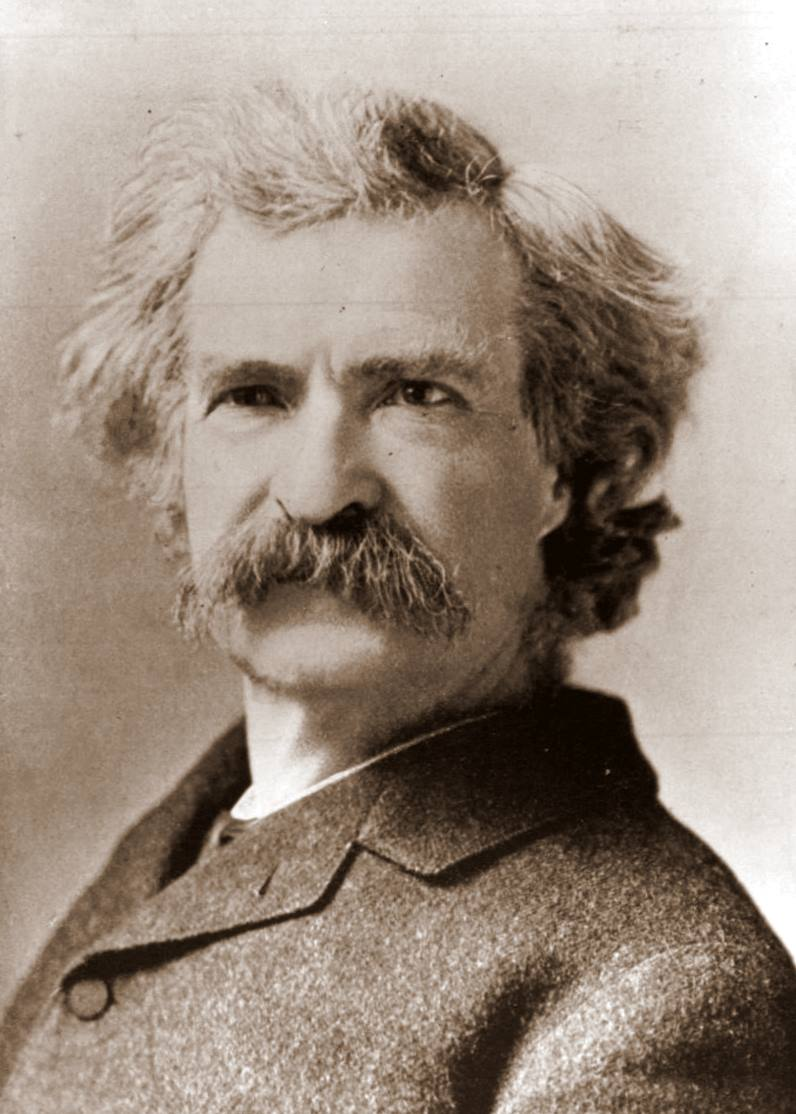
马克·吐温

吐温的最初意图是将故事当做《汤姆·索亚历险记》的续集，并打算把哈克一直写到成年为止。写了没几页后，吐温将作品的题目改为《哈克贝利·费恩的自传》。继续写了几年，吐温放弃了这个打算。随着故事深入变得困难，吐温似乎也失去了写作的兴趣，干脆把手稿搁置在了一边。马克·吐温在哈德逊河旅行后，重新提笔，继续写作。作品终于完成，并拥有了一个与上部相并列的题目《哈克贝利·费恩历险记（汤姆·索亚的同志）》。
对小说的需求扩张到了美国以外的地方。《哈克贝利·费恩历险记》在1884年10月10日在加拿大和英国出版，并于1885年2月18日在美国出版。1885年，布法罗公共图书馆长詹姆斯·格鲁克（James Fraser Gluck）向吐温索要原稿，希望对方可以赠给图书馆。吐温同意捐献，但事后发现印刷工将其中一半的稿件装错了。
就1885年小说出版对文学氛围的影响而言，亨利·史密斯（Henry Nash Smith）写道马克·吐温已经出版了许多其它作品，是个出了名的“专业幽默家”。史密斯认为对小说而言，“脱掉十九世纪颓废的浪漫主义是必要的行动”，《哈克贝利·费恩历险记》不但展示出“之前难以达到的想象力，而且使用了当地俗语，为二十世纪美国散文和诗歌提供了新的愉悦和能量源泉。”

## 迴响

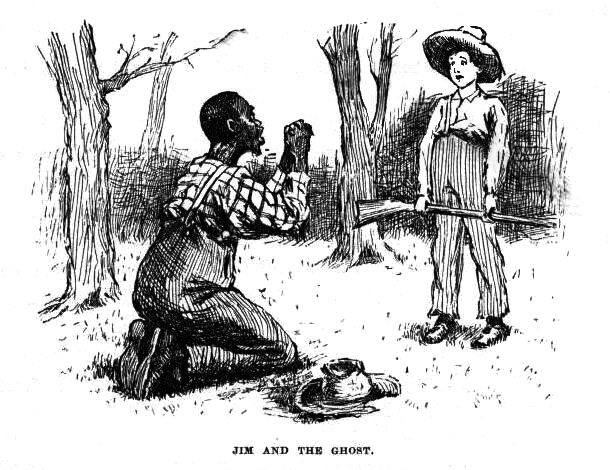
吉姆把哈克当成鬼魂。

很显然，小说一出版就颇具争议。1984年，諾曼·梅勒在《纽约时报》上写道吐温的小说在一开始“并非臭名昭著。”“评论界没有想到50年后T·S·艾略特和欧内斯特·海明威会对其大加赞美，”后者的观点成为美国经久不衰的意识。
阿尔贝提（Alberti）称学术界对此要么不屑一顾，要么摸不清头脑。在吐温的时代、甚至到今天，小说的支持者“涵盖了所有非学术评论家、极端主义者、‘检察官’；这等同于对小说‘粗俗’的批评者，包括十九世纪80年代协和公共图书馆上流资产阶级董事会的抱怨和最近依据种族和民权的抗议。”
1885年小说的美国版上市后，一些图书馆将其列为禁书。早期的批评认为小说粗俗。《波士顿书摘》称:
协和公共图书馆（麻省）委员会决定将马克·吐温的新作下架。一位委员称虽然他不愿称小说不道德，但认为故事一点儿也不好笑，而且十分低俗。他认为这正是那种最垃圾的类型。图书馆和其它委员都认为这一观点十分幽默，将其标为粗糙、劣质、不雅，写了一系列毫无升华性的经历，整本小说更适合给贫民窟而不是有教养的、受尊重的人看。
吐温之后给他的一位编辑写道：“很明显，协和图书馆对哈克的评价，认为它‘垃圾、只适合贫民窟。’这又可以让我们再卖上25,000份，没问题啦！”
1905年，纽约布鲁克林公共图书馆也将小说列为禁书，理由是通篇字词不雅，哈克“痒来挠去”，十分下流。当回复图书馆员时，吐温写道:
「我对自己写的话十分苦恼。我只为成人们写了『汤姆·索亚』和『哈克·费恩』，没想到男孩儿女孩儿都过去看书了，这让我倍感纠结。年轻人的头脑因此固化，清白不了啦。从自己的经历到今天，我都怀着无法平息的怨恨，因为那个不贞的监护人在我15岁前准许、并强迫我阅读未经删节的《圣经》。做出此事又想在坟墓的这边呼吸清新的一口气，还没人能做的出来呢。」
在小說的最後幾章，湯姆·索耶為了滿足自己的玩心，領著哈克以一連串的詭計救出吉姆。包括海明威在内的许多评论家，都对這些內容评价甚低，称小说在吉姆被拘禁后「不过是做了游吟诗人般的讽刺和通俗喜剧」的努力。海明威称：「所有美国现代文学都衍生自《哈克贝利·费恩历险记》」，赞其为「我们的最佳作品」。他警告：「如果你一定要读书的话，必须在黑鬼吉姆被男孩西德那里偷走处停止阅读。那才是真正的结尾。剩下的就是哄人了。」普利策奖得主罗恩·鲍尔在他撰寫的马克·吐温传记（Mark Twain: A Life）中称：「《哈克贝利·费恩历险记》是一部公认的杰作，最后的章节除外」。

## 用词争议
2011年再版的《哈克贝利·费恩历险记》引起了轩然大波。出版编辑更改了小说中经常出现、会冒犯非洲裔读者的一个有争议的字眼。马克·吐温使用了当时通用的俚语来称呼小吉姆，包括“黑鬼”（nigger）一词。在哈克贝利·费恩那个蓄奴时代，美国南方普遍用“黑鬼”来称呼地位低下的非洲裔美国人。但是几十年后，到了1950年代中期以及民权运动中，这个词就变成了带有强烈种族侮辱的称谓。美国已故诗人兰斯顿·休斯说，这个称谓凝聚了有色人种在美国被羞辱和奋起抗争的苦难岁月。而这个字眼在小说中出现了219次，使这本书引起一些读者的反感。为了使这部名著让现代读者们更容易接受，研究马克·吐温的学者、奥本大学教授亚兰·格里本在他修正过的版本中，把“黑鬼”一词全部改成了“奴隶”。

## 外部連結
- Adventures of Huckleberry Finn. Digitized copy of the first American edition from Internet Archive (1885).
- Adventures of Huckleberry Finn - 古腾堡计划
- Adventures of Huckleberry Finn, 125th Anniversary Edition （页面存档备份，存于）. University of California Press, 2010.
- .   [September 19, 2010]. （原始内容存档于2010-09-22）. Cross-browser compatible HTML edition
- . SparkNotes.   [September 21, 2007]. （原始内容存档于2007-09-19）.
- . GradeSaver.   [April 9, 2008]. （原始内容存档于2008-03-31）.
- . CliffsNotes.   [September 21, 2007]. （原始内容存档于2007-09-06）.
- . PBS.org.   [September 21, 2007]. （原始内容存档于2007-09-14）.
- . Libraries of Buffalo & Erie County.   [September 21, 2007]. （原始内容存档于2007-09-28）.
- Smiley, Jane.  (PDF). Harper's Magazine. January 1996, 292 (1748): 61–  [2011-12-10]. （原始内容存档于2012-06-27）.
- Audiobook with text in various formats （页面存档备份，存于）